# Dinemoura producta
Dinemoura producta är en kräftdjursart som först beskrevs av Otto Friedrich Müller 1785.  Dinemoura producta ingår i släktet Dinemoura och familjen Pandaridae. Arten är reproducerande i Sverige. Inga underarter finns listade i Catalogue of Life.